# Phreatia longibractea
Phreatia longibractea är en orkidéart som beskrevs av Rudolf Schlechter. Phreatia longibractea ingår i släktet Phreatia och familjen orkidéer. Inga underarter finns listade i Catalogue of Life.